# De Película Clásico
De Película Clásico é um canal mexicano de televisão por assinatura especializado na transmissão de filmes clássicos produzidos no México. Ele está disponível no México somente na Cidade do México através de provedores de pagamento, bem como sua disponibilidade em Estados Unidos quando é distribuído pela operadora de satélite Dish.